# Браун, Ди (писатель)
Доррис Александр «Ди» Браун (англ. Dorris Alexander «Dee» Brown; 29 февраля 1908, Альберта, Луизиана — 12 декабря 2002, Литл-Рок, Арканзас) — американский романист и историк. Его наиболее известная работа, «Схороните моё сердце у Вундед-Ни», изданная в 1970 году, посвящена кровопролитной борьбе коренных американцев с американским экспансионизмом. Эта книга заново открыла для простых американцев историю Американского Запада, показав её с точки зрения индейцев.

## Биография
Браун родился в Альберте, штат Луизиана, но большую часть своей жизни прожил в Арканзасе, вырос в округе Уошито и Литл-Роке, где подружился со многими индейцами, от которых узнал настоящую историю их народа, не похожую на то, что показывали в американских фильмах. Браун работал журналистом в Гаррисоне, штат Арканзас, затем стал учителем и библиотекарем.
С 1934 по 1942 годы Браун был библиотекарем при Министерстве сельского хозяйства, во время Второй мировой войны служил в армии, после чего работал библиотекарем при Военном министерстве до его расформирования в 1947 году. С 1948 по 1972 годы он работал библиотекарем в Университете Иллинойса, где получил степень магистра в библиотечном деле и стал профессором. В 1973 году он вышел на пенсию, вернулся в Арканзас и посвятил себя написанию романов.
После выхода «Схороните моё сердце у Вундед-Ни» многие читатели предполагали, что книгу писал человек с индейскими корнями. Помимо исторических работ Браун написал несколько романов и книг для детей, большинство которых были связаны с историей североамериканских индейцев и освоением Дикого Запада. В качестве консультанта неоднократно принимал участие в документальных фильмах об истории Америки.
Браун умер в 94 года в Литл-Роке, штат Арканзас. Его останки погребены в городе Урбана, штат Иллинойс. Библиотека в Литл-Роке носит его имя.